# Banconote dello Zimbabwe
Le banconote dello Zimbabwe sono una delle quattro incarnazioni del dollaro ($ o Z$) dal 1980 al 2009. Le banconote del primo dollaro hanno sostituito quelle del dollaro rhodesiano alla pari nel 1980, a seguito della proclamazione di indipendenza.
La Banca centrale dello Zimbabwe ha emesso la maggior parte delle banconote e altri tipi di banconote nella sua storia, compresi assegni al portatore e gli assegni Agro (Agro abbreviazione di "agricoltura") nel periodo tra il 2003 e il 2008: anche la Standard Chartered Bank ha emesso assegni del 2003 e del 2004.
La figura principale sul recto delle banconote emesse dal 1980 sono le Balancing Rocks di Chiremba a Epworth, un sobborgo di Harare. Le rocce erano parte dell'emblema della Reserve Bank, che è stato utilizzato per tutti gli assegni al portatore e gli assegni Agro, che circolarono tra il 15 settembre 2003 ed il 31 dicembre 2008. Il verso delle banconote in dollari, illustrano per lo più la cultura o luoghi notabili dello Zimbabwe.
Il secondo dollaro (ZWN) è stato sostituito il 1º agosto 2008 dal terzo dollaro (ZWR), che è stato poi sostituito gradualmente dal quarto di dollaro (ZWL), con breve preavviso, il 2 febbraio 2009 perché il valore rapidamente era caduto per l'inflazione. Le sanzioni economiche e commerciali imposte contro il governo dello Zimbabwe e la Banca Centrale dello Zimbabwe hanno reso difficile incorporare moderne caratteristiche di sicurezza sulla maggior parte delle banconote emesse dal settembre 2008.
Le banconote del terzo dollaro sono stati originariamente programmate per essere demonetizzate il 30 giugno 2009, ma il dollaro dello Zimbabwe nel suo complesso è stato sospeso dal 12 aprile 2009, il che implica che le banconote sia del terzo che del quarto dollaro non hanno corso legale de jure.